# Rhynchina tenuipalpis
Rhynchina tenuipalpis är en fjärilsart som beskrevs av George Francis Hampson 1891. Rhynchina tenuipalpis ingår i släktet Rhynchina och familjen nattflyn. Inga underarter finns listade.